# Bilokation
Bilokation bezeichnet die angebliche Fähigkeit einer Person, an zwei Orten gleichzeitig zu sein.
In der katholischen Kirche wird dieses Phänomen einigen Heiligen zugeschrieben,
z. B. Antonius von Padua, Josef von Cupertino, Pater Pio und Franziskus von Assisi. Dabei wird erklärt, dass diese Personen den Wunsch, Gutes zu tun, so stark fühlten, dass sie gleichzeitig an einem Ort ihre Pflicht erfüllten und an einem anderen Ort ihrer Bestimmung nachgingen.

## Erklärungsversuche
Bilokation kann auf verschiedene Weisen, so durch falsche Interpretation von Ereignissen (falsche Zeitangaben), die Verwendung eines Doppelgängers, Halluzinationen oder schlichtweg durch Legendenbildung rund um berühmte Persönlichkeiten erklärt werden.
Eine psychologische Erklärung setzt an der normalen Fähigkeit jedes Menschen an, zwar körperlich anwesend, zugleich aber im Erleben ganz woanders zu sein (z. B. im Tagtraum). Im Bereich der Psychopathologie kennt man die Flashback-Erlebnisse bei traumatisierten Menschen und das Phänomen der „Dissoziation“ bei verschiedenen Krankheitsbildern.
Solche psychologische Ansätze können eine Erklärung dafür anbieten, warum Menschen sich selbst gleichzeitig an verschiedenen Orten erleben. Der andere Fall, dass nämlich Menschen Personen an bestimmten Orten sehen, während diese sich zugleich aber nachweislich an anderen Orten aufhalten, erfordert allerdings eine andere psychologische Erklärung: Diese kann zum einen in der Wahrnehmungsveränderung in emotional angespannten Zuständen gesehen werden, die einen das Gewünschte (oder auch Gefürchtete) sehen lassen, zum anderen in sozialpsychologischen Phänomenen der Massen(auto)suggestion.
Die Autoren Axel Ertelt und Wilfried Stevens setzen sich in ihrem Buch "Portale und Teleportation" auch mit dem Phänomen Bilokation und der Legendenbildung rund um berühmte Persönlichkeiten auseinander.